# Bogdan Trojak
Bogdan Trojak (* 23. března 1975 Český Těšín) je polsko-český básník, publicista a překladatel z polštiny.
Absolvoval Polské gymnázium v Českém Těšíně, poté studoval a nedokončil Právnickou fakultu Masarykovy univerzity v Brně. Později na olomoucké Univerzitě Palackého vystudoval žurnalistiku.
Jako středoškolák byl jedním z iniciátorů polsko-české literární skupiny PaRaNoJa a v roce 1995 založil s Vojtěchem Kučerou WELES (Wendryňskou Literárně-Estetickou Společnost), která vydávala stejnojmenný poetický magazín který vychází dodnes. Spolupracoval také s redakcí brněnského nakladatelství Host, krátce působil jako šéfredaktor kulturního magazínu Neon a internetového časopisu Lumír.

## Dílo
- Kuním štětcem, Host, 1996
- Pan Twardowski, Host, 1998
- Jezernice, Větrné mlýny, 2001 – sbírka básní a pohádek
- Strýc Kaich se žení. Memorabilie a komorní horory, Petrov, 2004
- Kumštkabinet, Host, 2005 – shrnuje první tři básnické knihy a dosud nepublikovanou skladbu Otto Lilienthal z roku 2004
- Brněnské metro – povídkový cyklus 2007
- Safíroví ledňáčci a Glutaman, 2020

## Ocenění
- 1998 – Cena Jiřího Ortena za sbírku Pan Twardowski
- 2005 – Magnesia Litera za poezii za sbírku Strýc Kaich se žení
- 2021 - Magnesia Litera za knihu pro děti a mládež Safíroví ledňáčci a Glutaman